# Buur Awordil
Der Berg Buur Awordil (auch: Auordil’, Awrdil) ist ein Gipfel in Somalia. Er ist 1773 m hoch und befindet sich im Somali-Hochland in Nord-Somalia, südöstlich der Provinzhauptstadt Boorama in der Region (gobolka) Awdal.